# Валдайская возвышенность
Валда́йская возвы́шенность (Валдайское плоскогорье, Валдайские горы, иногда просто Валда́й, Алаунская возвышенность, Алаунские горы) — возвышенность в северо-западной части Русской равнины в пределах Тверской, Новгородской, Смоленской и отчасти Псковской и Ленинградской областей протяжённостью более 600 километров.
Высота от 150 до 250 метров, наивысшая точка — 346,9 метра. Район туризма. На возвышенности находятся Валдайский и Себежский национальные парки, Рдейский и Полистовский заповедники.
В состав Валдайской возвышенности обычно включают Тихвинскую, Мегорскую гряды, Вепсовскую возвышенность, Оковский лес и др. На северо-западе спускается в Приильменскую низину, на юго-востоке — в Верхневолжскую низменность, а на юге переходит в Смоленско-Московскую возвышенность. На Валдайском плоскогорье находится исток Днепра.

## Геология

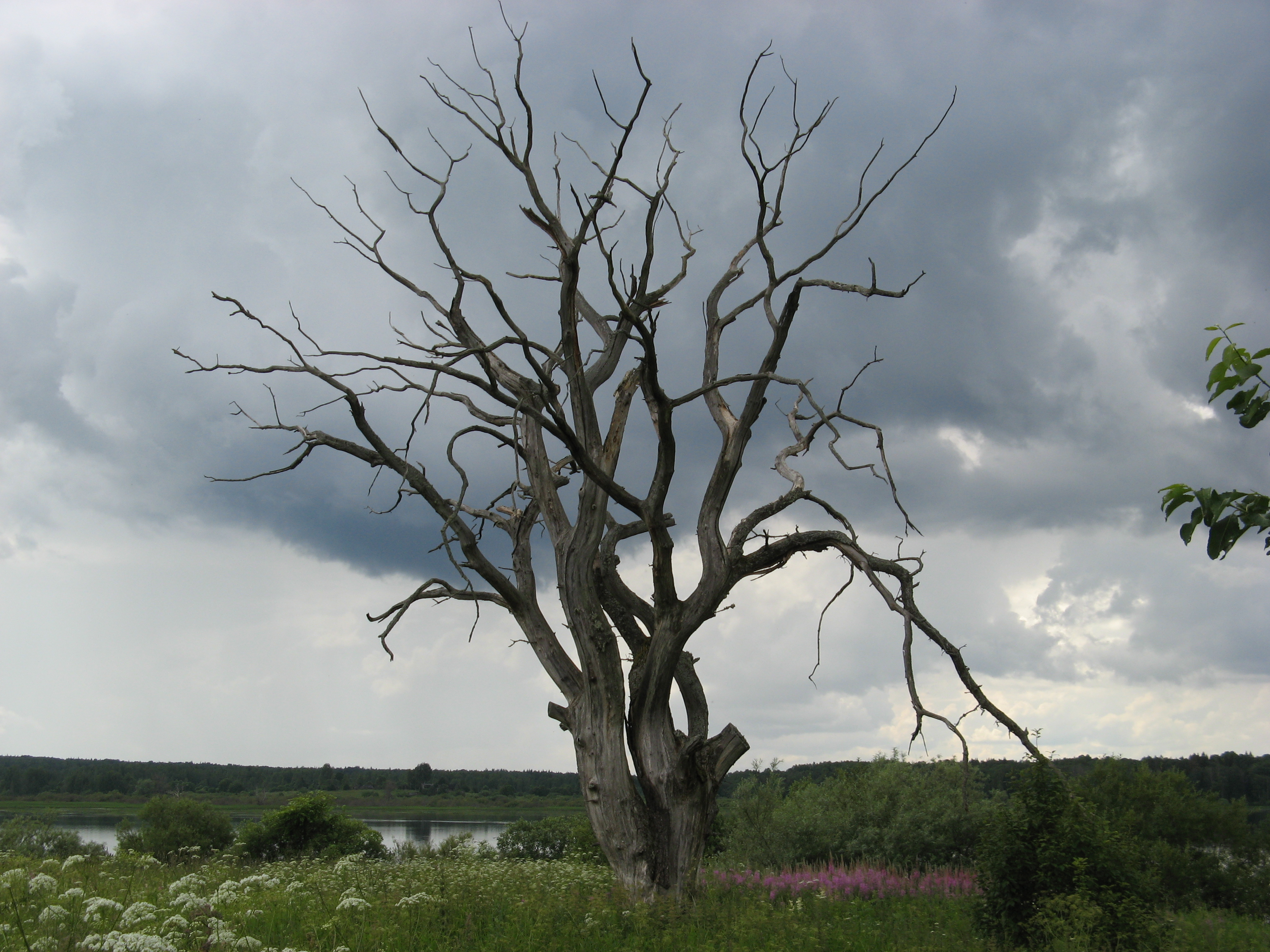
Вид с невысокого холма

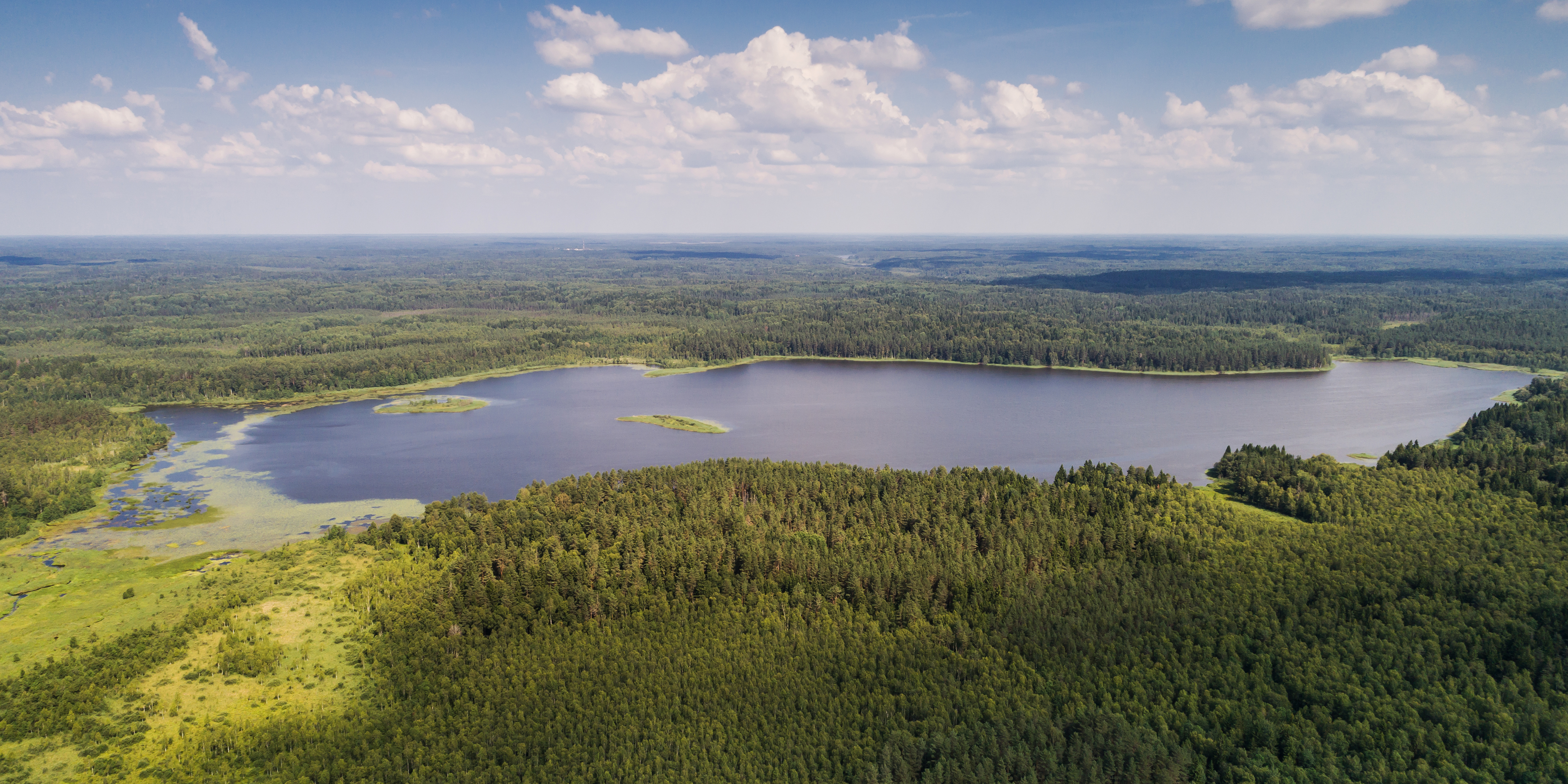
Оковский лес

В основании Валдайской возвышенности находятся коренные породы (каменноугольные известняки, мергели, глины), слагающие северо-западное крыло Московской синеклизы и перекрытые ледниковыми и водно-ледниковыми отложениями.
Северо-западный склон Валдайской возвышенности крутой (Валдайско-Онежский уступ), юго-восточный — пологий. Рельеф моренный, холмисто-грядовый. Много озёр: Верхневолжские озёра (Пено, Вселуг, Волго), озеро Селигер и др. Сильно заболочена. По юго-восточной окраине Валдайской возвышенности (область холмисто-озёрного рельефа) проводится граница Осташковского оледенения.
Наибольшая высота — 346,9 м, холм в верховьях реки Цны на территории Вышневолоцкого района, недалеко от деревни Починок Фировского района (неофициальное название — Макушка Валдая). Другие наивысшие точки Валдайской возвышенности: горы Ореховая возле озера Селигер (288 метров), Рыжоха и Попова. Это самые высокие отметки над уровнем моря на территории Новгородской области.

## Гидрография
По Валдайской возвышенности проходит водораздел бассейнов Волги, Днепра и Балтийского моря. С Валдайской возвышенности берут начало реки Волга, Западная Двина, Днепр, Ловать, Мста, Пола, Сясь, Молога, Тверца и другие.

## Растительный мир
Естественной экосистемой Валдая являются таёжно-широколиственные леса, в которых произрастают ель, сосна, осина, рябина, берёза, дуб.